# Da hält die Welt den Atem an
Da hält die Welt den Atem an ist ein deutsches Stummfilm-Kriminaldrama von Felix Basch mit Marcella Albani, Werner Krauß, Alphons Fryland und dem Franzosen Charles Vanel in den Hauptrollen. Der Geschichte liegt der Roman „Schminke“ von Guido Kreutzer zugrunde.

## Handlung
Die bekannte Mimin Adda van Royt soll in der nächsten Revue von Theaterdirektor Volkmar die Hauptrolle spielen. Eines Tages wird ihr Geld bestohlen. Erstaunlicherweise erhält die Künstlerin bald darauf einen Telefonanruf, in dem der Täter gesteht, diese Langfingerei im Zustand geistiger Verwirrung begangen zu haben. Der Fremde bittet sie, in ein Hotel zu kommen, wo er den entwendeten Betrag zurückgeben will. In eben diesem Hotel ist auch der bekannte Theatermanager Morris Broock abgestiegen. Der US-Amerikaner, der einst in seinem Werben um Adda von selbiger zurückgewiesen wurde, sieht nun seine Chance gekommen, um gegenüber der Schauspielerin Boden gutzumachen. In dem Mann, der im Hotel auf sie wartet, erkennt Morris den Dieb, denn er sah eben jenen Herrn gleich nach dem Diebstahl aus Addas Zimmer entfleuchen. Es handelt sich dabei um den ebenso schmucken wie verarmten Adeligen Klaus von Longard, einen ehemaligen Offizier, der sich nun mit Adda von Angesicht zu Angesicht aussprechen möchte.
Da der von Eifersucht getriebene Broock den Bogen zu überspannen droht, gibt Adda, die Gefallen an Longard findet, den Fremden kurzerhand als ihren Verlobten aus, in der Hoffnung, dass Broock sich daraufhin zurückzieht. Doch Morris denkt gar nicht daran, von Adda zu lassen. Vielmehr will er sich an seiner Herzdame rächen und spinnt eine Intrige. Um Adda ihre ersehnte Hauptrolle vorzuenthalten, Der Amerikaner bietet dem in Finanzierungsschwierigkeiten steckenden Theaterdirektor an, ihm bei der Aufführung der Revue mit eigenem Geld unter die Arme zu greifen, wenn die weibliche Hauptrolle statt an Adda an ihre Konkurrentin Kitty Lerron geht. Als Adda davon erfährt, stellt sie Broock zur Rede. Im Wortgefecht fällt ein Schuss, abgefeuert aus einem Versteck hinter einem Türvorhang, und Broock sinkt getroffen zu Boden. Bald geraten sowohl Adda als auch Longard in den Verdacht, den Amerikaner erschossen zu haben. Nach einigem Hin und Her stellt sich heraus, dass Broocks Sekretär den Mord begangen ha, weil er sich nicht länger von seinem despotischen Chef kujonieren lassen wollte. Der Täter richtet sich daraufhin selbst, und Adda kann ihren Klaus von Longard endlich heiraten und in die Flitterwochen starten.

## Produktionsnotizen
“Da hält die Welt den Atem an” entstand vom 28. Dezember 1926 und dem 21. Januar 1927 im Efa-Atelier, passierte die Filmzensur am 28. Februar 1927 und wurde im darauffolgenden Monat in Berlins Primus-Palast uraufgeführt. Der mit Jugendverbot belegte Sechsakter besaß eine Länge von 2455 Meter.
Gustav A. Knauer und Alfred Junge gestalteten die Filmbauten, Adolf Rosen übernahm die Aufnahmeleitung.

## Kritiken
Der Arbeiterwille sah hier ein „sehr spannendes Filmschauspiel“ und die Österreichische Film-Zeitung einen „Kriminalfilm mit stark erotischem Einschlag“, während die Kärntner Zeitung „ein Spiel voll geschickter Zufälle und Intrigen“ verortete.